# Chrysosoma fasciatum
Chrysosoma fasciatum är en tvåvingeart som beskrevs av Guérin-Méneville 1831. Chrysosoma fasciatum ingår i släktet Chrysosoma och familjen styltflugor. Inga underarter finns listade i Catalogue of Life.